# Sa'ilele
Sa'ilele è un villaggio delle Samoa Americane appartenente alla contea di Sua del Distretto orientale.